# Holoptygma lingunca
Holoptygma lingunca es una especie de polilla de la familia Tortricidae. Se encuentra en Cordillera Occidental de Colombia.
La envergadura es de aproximadamente 24.5 mm. El color de fondo de las alas anteriores es amarillo, con una ligera mezcla de naranja herrumbre, escasamente punteada de herrumbre y marrón. Las alas traseras son de color amarillo anaranjado pálido, más oscuras en la parte posterior que en la base y con manchas grises.

## Etimología
El nombre de la especie se refiere a la forma de los lóbulos del extremo del uncus y se deriva del latín lingua (que significa lengua).